# Omicron procellosum
Omicron procellosum är en stekelart som först beskrevs av Edoardo Zavattari 1912.
Omicron procellosum ingår i släktet Omicron och familjen Eumenidae. Inga underarter finns listade i Catalogue of Life.